# Stocktjärnen, Norrbotten
Stocktjärnen är en sjö i Bodens kommun i Norrbotten och ingår i Råneälvens huvudavrinningsområde.